# 古典主義の都ヴァイマル
「古典主義の都ヴァイマル」（ドイツ語：Klassisches Weimar）は、ドイツにあるユネスコの世界遺産登録物件のひとつ。ヴァイマルは、ゲーテとシラーらを代表とする、18世紀末から19世紀初頭にかけて花開いたドイツ古典主義の中心地として栄えた町である。世界遺産登録に当たっては、当時を偲ばせる建築物や公園など、合計11件が対象とされている。

## 登録対象
英語の綴りは世界遺産登録名に従ったものである。
- ゲーテの旧宅（Goethe's House, 世界遺産登録 ID 846-001）
晩年の20年ほどを過ごしたバロック様式の住居で、記念館として当時の姿が保たれている。
- シラーの家（ドイツ語版） (Schiller's House, ID 846-002)
1799年にヴァイマルに移住してきたシラーは、1802年からこの家に住んだ。現在は記念館。
- ヘルダー教会（ドイツ語版）(Stadtkirche St. Peter und Paul)、ヘルダー邸、旧高校 (City Church, Herder House and the Old High School, ID 846-003) 
市教会は元は1500年に建てられたゴシック様式の教会で、18世紀にバロック様式の改築が行われた。ゲーテにも影響を与えたヘルダーが眠る教会でもある。
- ヴァイマル市の城（ドイツ語版） (City Castle, ID 846-004) 
館内に国立美術館 (Staatliche Kunstsammlungen) とヴァイマル古典期財団 (Stiftung Weimarer Klassik) が入っており、様々な絵画などが展示されている。
- 寡婦宮殿 (Widow's Palace, ID 846-005)
寡婦は、ザクセン＝ヴァイマル＝アイゼナハ公妃アンナ・アマーリアのこと。夫の没後、この宮殿に住んだ。1767年建造。アンナ・アマーリアが主宰する文学サロンの舞台ともなった宮殿で、現在はヴィーラント記念館となっている。
- アンナ・アマーリア大公妃図書館 (Duchess Anna Amalia Library, ID 846-006)
アンナ・アマーリアが創設した図書館。なお、この図書館は2004年に火災に見舞われ、多くの蔵書が焼失した。
- 大公の墓所と歴史的墓所 (Princes' Tomb and Historic Cemetery, ID 846-007)
- ロマン主義の家、ゲーテの園亭と庭園を含むイルム河畔公園 (Park on the Ilm with Roman House, Goethe's Garden House and Garden, ID 846-008)
イルム河畔公園はゲーテが造園した公園で、ゲーテの園亭はカール・アウグスト大公からゲーテに下賜された小屋。
- ベルヴェデーレの城、オレンジ温室、庭園 (Castle, Orangery and Castle Park Belvedere, ID 846-009)
18世紀前半に建てられた郊外の離宮。付属のイギリス式庭園は19世紀に整えられたもので、元はバロック式だった。de:Belvedere (Weimar)も参照のこと。
- ティーフルト城と庭園 (Castle and Castle Park Tiefurt, ID 846-010)
ヴァイマル郊外にある新古典主義様式で作られた大公妃の離宮。
- エッタースブルクの城と庭園 (Castle and Castle Park Ettersburg, ID 846-011)

### ギャラリー

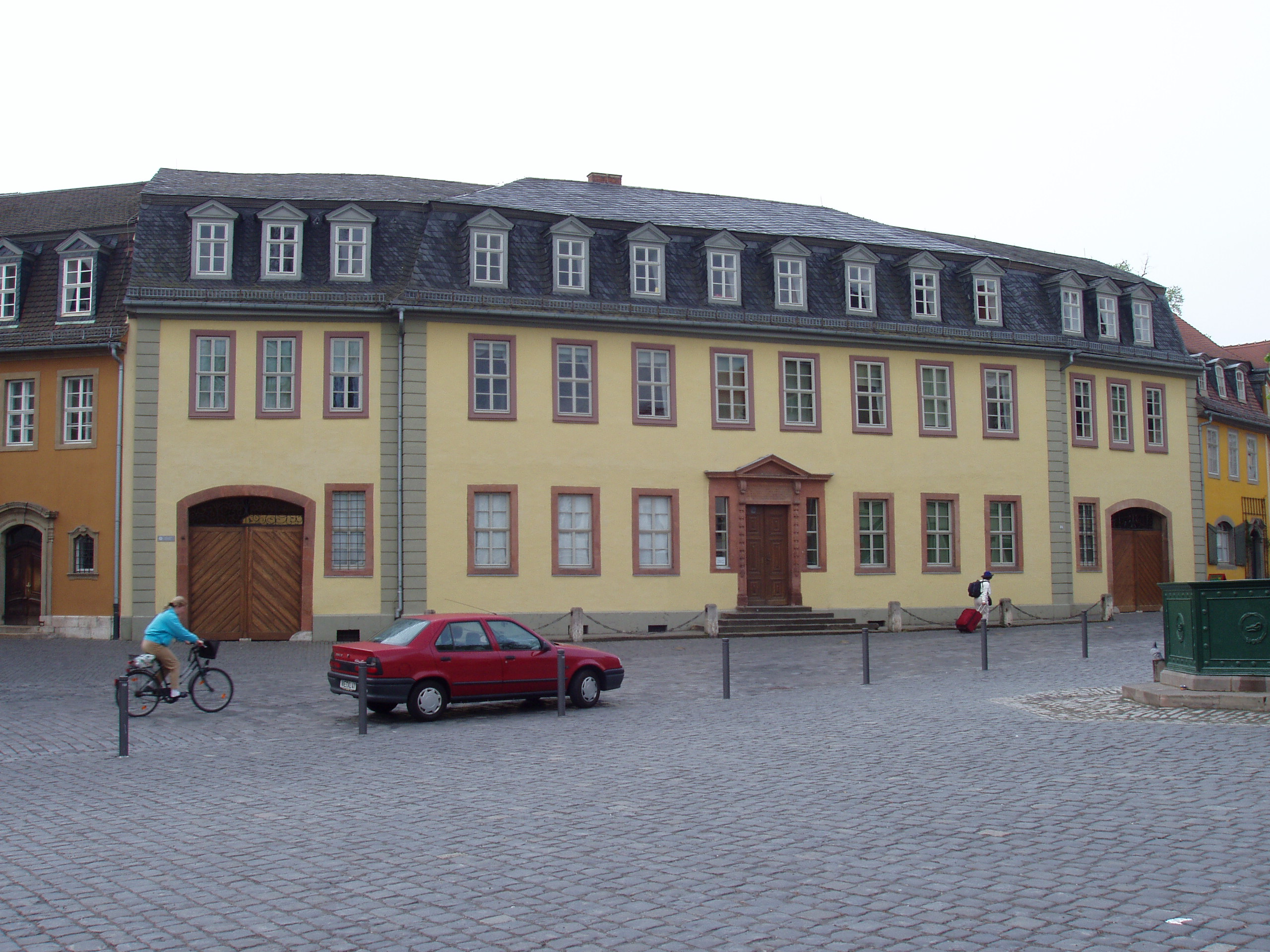
ゲーテの家
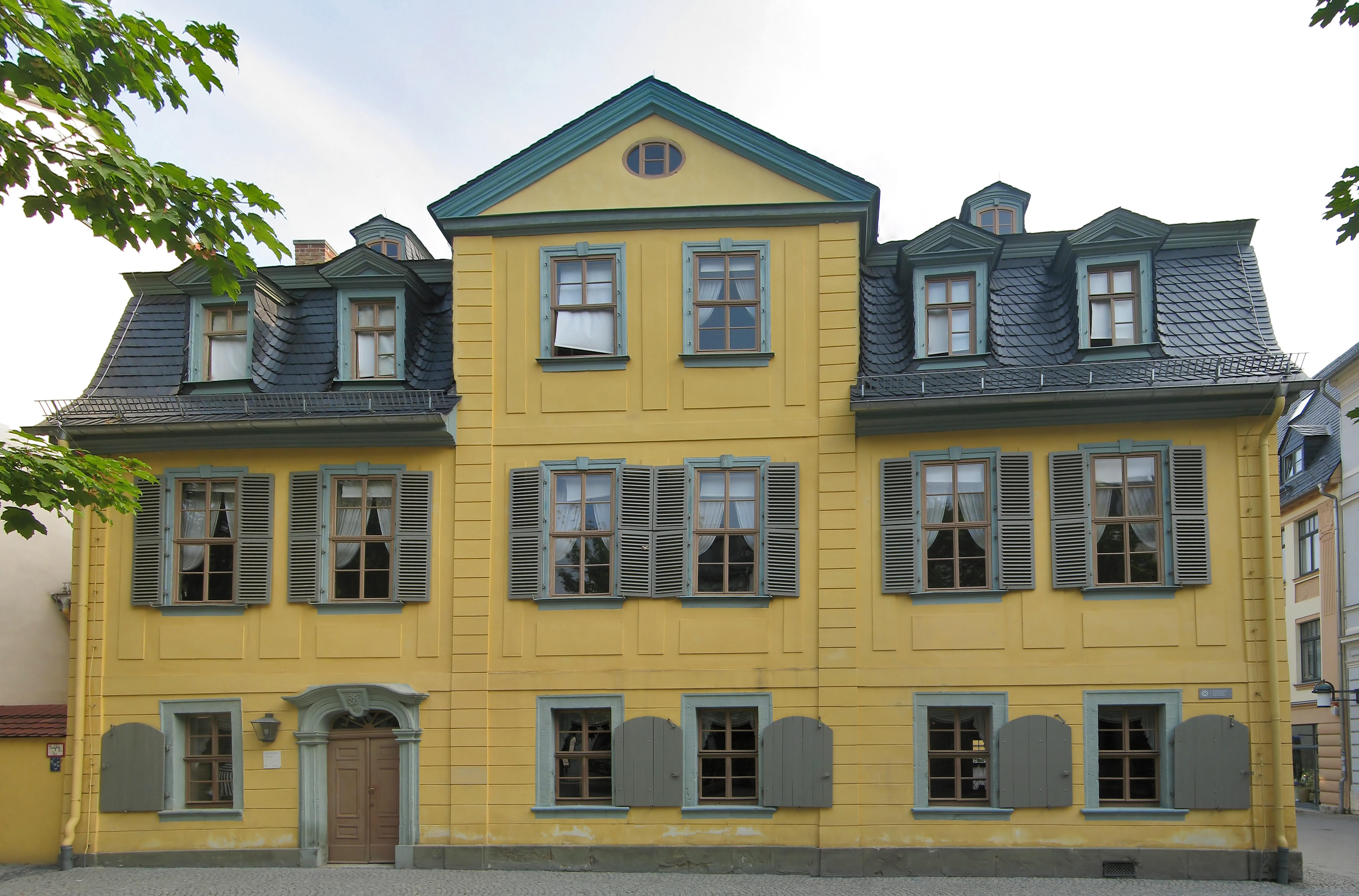
シラーの家
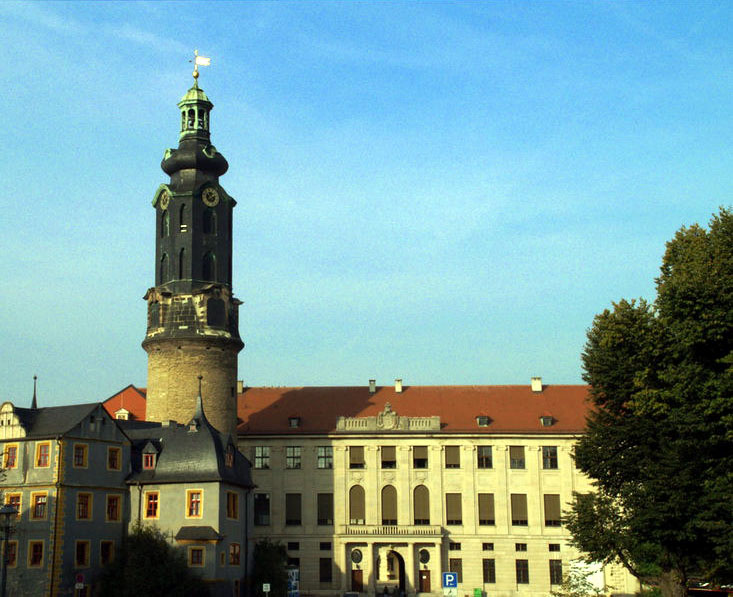
市の城
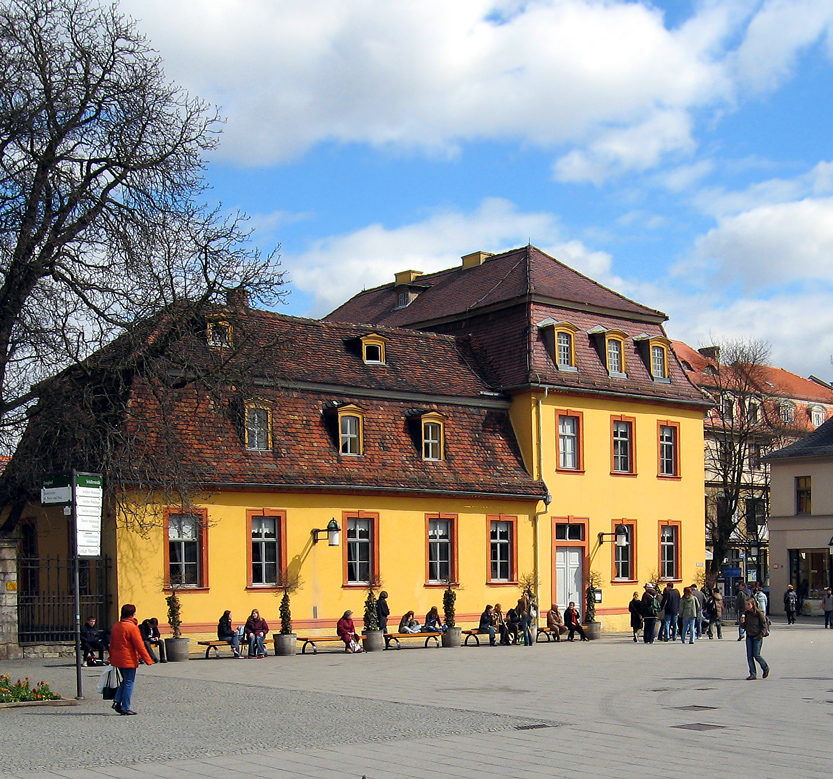
寡婦宮殿
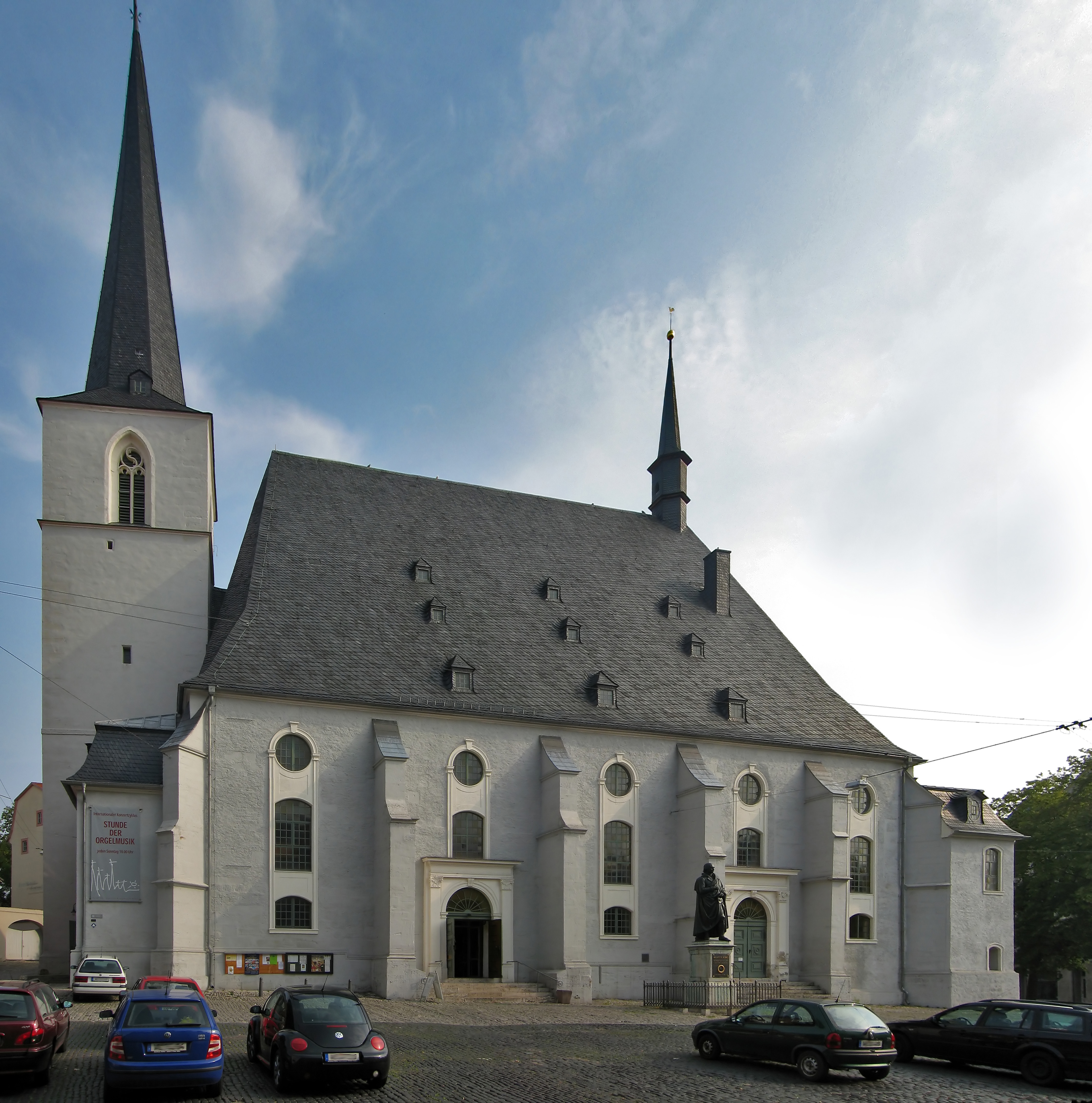
市の教会
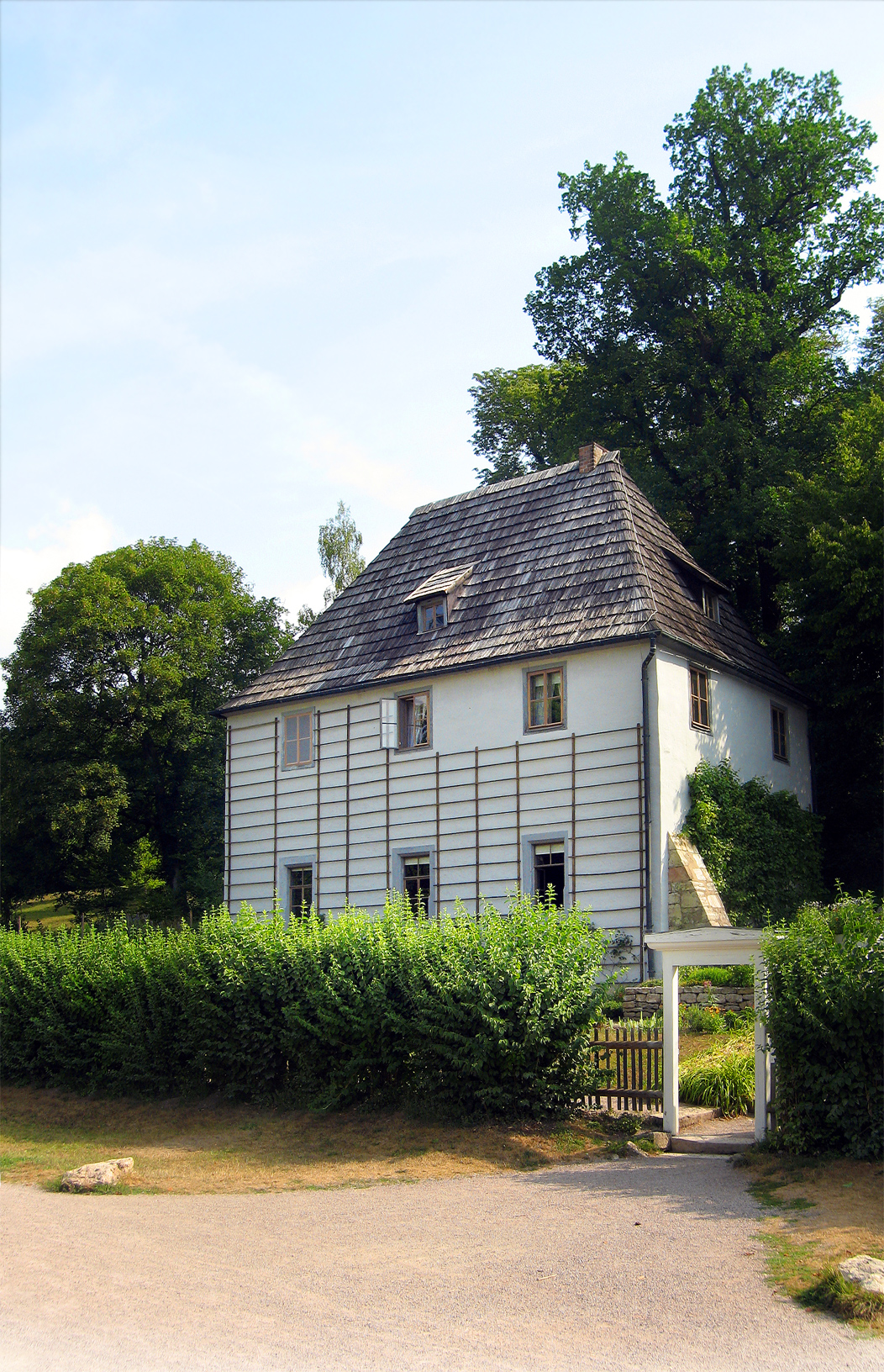
ゲーテの園亭
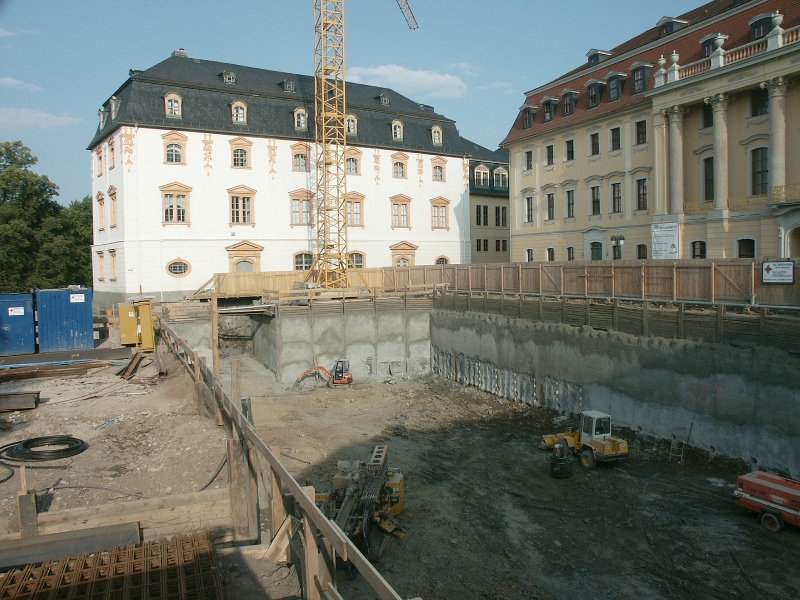
アンナ・アマーリア図書館（2002年）

## 登録基準
この世界遺産は世界遺産登録基準のうち、以下の条件を満たし、登録された（以下の基準は世界遺産センター公表の登録基準からの翻訳、引用である）。
- (3) 現存するまたは消滅した文化的伝統または文明の、唯一のまたは少なくとも稀な証拠。
- (6) 顕著で普遍的な意義を有する出来事、現存する伝統、思想、信仰または芸術的、文学的作品と直接にまたは明白に関連するもの（この基準は他の基準と組み合わせて用いるのが望ましいと世界遺産委員会は考えている）。